# Illenahalli, Belur
Illenahalli là một làng thuộc tehsil Belur, huyện Hassan, bang Karnataka, Ấn Độ.